# Herrarnas stafett i skidskytte vid olympiska vinterspelen 2010
Herrarnas stafett i skidskytte i de olympiska vinterspelen 2010 hölls vid Whistler Olympic Park i Whistler, British Columbia den 26 februari 2010. Guldmedaljerna vanns av Norge med Halvard Hanevold, Tarjei Bø, Emil Hegle Svendsen och Ole Einar Bjørndalen från Norge. Tvåa kom Österrike med Simon Eder, Daniel Mesotitsch, Dominik Landertinger och Christoph Sumann. Trea kom Ryssland med Ivan Tjerezov, Anton Sjipulin, Maksim Tjudov och Jevgenij Ustiugov.